# 希尔施塔尔
希尔施塔尔（德語：Hirschthal，發音：[ˈhɪrʃˌtaːl]）是瑞士阿尔高州的市镇，面积3.53平方千米，人口为人。